# Albert E. Wood
Albert Elmer Wood (* 22. September 1910 in Cape May Court House, New Jersey; † 11. November 2002 ebenda) war ein US-amerikanischer Wirbeltier-Paläontologe. Er war insbesondere Spezialist für fossile Nagetiere.
Wood erwarb 1930 seinen Bachelor-Abschluss an der Princeton University und 1932 seinen Master-Abschluss in Zoologie an der Columbia University, wo er 1935 in Geologie (Paläontologie) promoviert wurde. Schon vor und während des Studiums nahm er an paläontologischen Ausgrabungen im Westen der USA teil. 1935/36 besuchte er Museen in Europa und den USA zu Forschungszwecken. Ab 1936 war er Geologe im US Army Corps of Engineers und im Zweiten Weltkrieg in der US-Armee, wobei er unter anderem mit dem Purple Heart ausgezeichnet wurde. Ab 1946 war er Assistent Professor, ab 1948 Associate Professor und ab 1954 Professor in der Fakultät für Biologie am Amherst College. 1962 bis 1966 stand er dort der Fakultät für Biologie vor. 1970 emeritierte er. 1967/68 war er Präsident der Williston Academy in Easthampton in Massachusetts. 1972 war er Gastprofessor an der University of California, Berkeley.
1998 erhielt er die Romer-Simpson-Medaille der Society of Vertebrate Paleontology, deren Präsident er 1960/61 war und deren Ehrenmitglied er 1977 wurde.
Sein Bruder Horace Elmer Wood war auch Wirbeltier-Paläontologe.

## Schriften
- Evolution and Relationship of the Heteromyid Rodents with New Forms from the Tertiary of Western North America, Annals of the Carnegie Museum 1935
- Porcupines, Paleogeography, and Parallelism, Evolution, Band 4, 1950, S. 87–98 (untersucht das Problem der Paläogeographie der Stachelschweinverwandten – sie kommen in Eurasien und Südamerika vor, aber tauchten erst relativ spät am Ende des Tertiärs von Südamerika kommend in Nordamerika auf. Dabei gibt er Alternativen zu einer Erklärung aus der Kontinentalverschiebung an), Erste Seite bei jstor
- A Revised Classification of the Rodents, Journal of Mammalogy, Band 36, 1955, S. 165
- The Oligocene Rodens of North America, Transactions of the American Philosophical Society, Band 70, 1980